# Batman: Arkham Origins Blackgate
Batman: Arkham Origins Blackgate è un videogioco in 2.5D sviluppato da Armature Studio e pubblicato nel 2013 da Warner Bros. Interactive Entertainment per le console portatili Nintendo 3DS e PlayStation Vita. Esso è affiliato al videogioco Batman: Arkham Origins nonché uno dei capitoli della serie Batman: Arkham. Uscì nei negozi di tutto il mondo il 25 ottobre 2013, tuttavia la versione che uscì per Nintendo 3DS venne distribuita in Europa soltanto a partire dall'8 novembre di quello stesso anno. In Giappone fu pubblicato il 5 dicembre 2013 esclusivamente per PlayStation Vita.
Mesi dopo, nel 2014, fu pubblicata una versione deluxe rimasterizzata in alta definizione per console domestiche, quali Wii U, PlayStation 3, Xbox 360 e PC. Gli sviluppatori avevano incluso nuove mappe, incontri con nemici, livelli di difficoltà, tute sbloccabili e modalità di visualizzazione migliorate rispetto alle versioni originali.

## Ambientazione
Sono passati 3 mesi dagli eventi accaduti in Batman: Arkham Origins. Nel penitenziario di Blackgate si verifica una misteriosa esplosione che ha permesso al Pinguino, al Joker e a Maschera Nera di radunare i rispettivi uomini e di assumere il controllo della prigione. Il carcere è suddiviso in tre aree: le Celle di Detenzione, l'Area Industriale e l'Amministrazione (più una extra, la zona del Faro a cui si può accedere più tardi). Inoltre, Batman incontra per la prima volta Catwoman, e inizia a stringere amicizia con l'allora giovane capitano Gordon.

## Trama
(Tagline del videogioco)
Una notte, durante il solito giro di pattuglia di Gotham, Batman sorprende Catwoman che ha appena commesso un furto in un edificio hi-tech. Sfuggendo a un corpo della SWAT intenzionato ad arrestare la ladra, l'Uomo Pipistrello si getta al suo inseguimento attraverso i tetti della città, riuscendo infine ad avere la meglio e a fermarla dopo un breve scontro.
Due settimane più tardi, il Capitano Gordon contatta Batman per avvisarlo di una misteriosa e violenta esplosione al penitenziario di Blackgate, e che i detenuti ora a piede libero hanno preso diversi ostaggi. Batman riesce a introdursi nel carcere e salva Catwoman da tre criminali (un tirapiedi di Pinguino, uno di Joker e un altro di Maschera Nera). Ella mette il Cavaliere Oscuro al corrente del fatto che i tre pesci grossi, Oswald Cobblepot alias Pinguino, Roman Sionis detto Maschera Nera e Joker, si sono impadroniti delle tre aree più importanti del penitenziario (rispettivamente: le Celle di Detenzione, l'Area Industriale e l'Amministrazione). Aggiunge inoltre che sono tenuti degli altri ostaggi nell'area di massima sicurezza della prigione, nota come Ala di Arkham. A questo punto il giocatore può scegliere l'area che preferisce per iniziare le indagini e trovare un modo per fermare i supercriminali.
Muovendosi nella zona del Blocco di Detenzione alla ricerca di Pinguino, Batman si allea con Catwoman, la quale lo informa che l'uomo sta tenendo degli incontri di lotta in un'arena clandestina nel cortile del carcere (come il suo club di lotta sulla Final Offer in Batman: Arkham Origins). Raggiunto il cortile, Batman vi trova Ben Turner, meglio noto come Bronze Tiger, un detenuto di colore piuttosto abile nelle arti marziali. Dopo uno scontro da cui Batman esce vincitore mandando Turner al tappeto, quest'ultimo si riprende e si ribella a Pinguino, ferendolo con una mitragliatrice e dando a Batman il tempo di sfuggire agli uomini del criminale. Seguendo la traccia di sangue, il Cavaliere Oscuro scopre che Pinguino si è barricato nel retro dell'area del Blocco di Detenzione, e dopo essersi procurato il lanciacavo nei piani alti dell'Amministrazione, lo raggiunge passando dal Faro. Cobblepot oppone resistenza armando i suoi uomini con potenti mitragliatrici, ma Batman riesce a giocare d'astuzia e a fermare il boss.
Giunto nell'Area Industriale, Batman individua Maschera Nera, scoprendo che il criminale ha intenzione di sovraccaricare i generatori di potenza, causando una reazione a catena che distruggerà i suoi rivali. Dovendo passare per le fogne per raggiungere altre aree del carcere, Batman trova l'enorme e mostruoso zombie Solomon Grundy, sconfiggendolo senza troppe difficoltà. Alla fine, trovato un potenziamento per il gel esplosivo nelle Celle di Detenzione, il vigilante riesce a raggiungere anche Sionis, e a fermarlo prima che metta in atto il suo piano criminoso.
Entrato nel grande edificio dell'Amministrazione, Batman trova  Joker, il quale lo informa che ha riempito diverse stanze della struttura con il suo gas; e appena dopo un'esplosione, Catwoman lo avverte che il clown ha tagliato la riserva d'aria dell'Ala di Arkham, per cui agli ostaggi non restano che poche ore. Salendo ai piani più alti, Batman trova Warden Joseph, il direttore, legato a una sedia e collegato a delle bombe che esploderanno in caso qualcuno apra la porta. Per raggiungere alcune delle bombe, il Cavaliere Oscuro è costretto anche qui a fare il giro dell'edificio, imbattendosi in Deadshot. Il cecchino è stato assoldato da tutti e tre i boss criminali (a loro insaputa), perché li proteggesse dalla polizia e "chiunque altro", ovverosia Batman. Dopo averlo sconfitto, Batman scende nei sotterranei dell'edificio, dove trova il Batarang elettrico, vinto un "gioco" organizzato da Joker. A questo punto, liberato Joseph, l'Uomo Pipistrello apprende da lui che esiste un'entrata segreta per l'ufficio del direttore, la quale parte dalle fogne che portano all'Area Industriale, ed è grazie a essa che Joker è riuscito a entrare e ad assumere il controllo dell'edificio. Facendosi strada attraverso questo passaggio, Batman riesce ad arrivare fino da Joker e lo sconfigge prima di finire asfissiato dal gas del clown. Ottenuti i codici per accedere all'Ala di Arkham, scopre dal computer dell'amministrazione che i valori dell'aria di quel luogo sono perfettamente normali, intuendo che Catwoman gli sta nascondendo qualcosa.
Una volta sconfitti i tre supercriminali, Batman si reca nell'Ala di Arkham, scoprendo che non c'è mai stato nessun ostaggio, bensì solo Bane, privato del suo macchinario del Venom e con poche forze. Così, Catwoman confessa di essere stata assoldata da un mittente misterioso solo per recuperare Bane e portarlo fuori dal carcere, e ha usato Batman per riuscire ad arrivare a lui più facilmente. 
A seconda del boss sconfitto per ultimo, Catwoman dirà a Batman che ci sono alcuni ostaggi di Pinguino da salvare, delle scatole di derivazione esplosive di Maschera Nera e dei grossi pacchi regalo esplosivi di Joker sparpagliati in diversi punti del complesso penitenziario.
Quando il giocatore ha liberato tutti gli ostaggi, disinnescato le scatole o i pacchi regalo, Batman si reca verso il molo per sconfiggere Catwoman una volta per tutte. Quando apparentemente la donna gatto sembra stia avendo la meglio, grazie alla sua abilità Batman riesce a batterla e le richiede per chi lavora. All'improvviso sopraggiunge una squadra SWAT guidata dal capitano Rick Flag per arrestare la ladra. Nonostante ciò, Batman mette in discussione le azioni della squadra e vola via nella notte.

### Finali
Il finale del gioco cambia in base al boss sconfitto per ultimo.
Finale di Pinguino: Pinguino viene liberato da una guardia della prigione corrotta, cui aveva dato da poco una mazzetta, e si scopre che stava gestendo le sue operazioni illegali dall'interno del penitenziario. Poi uccide con il suo ombrello la guardia corrotta e fugge via.
Finale di Maschera Nera: Maschera Nera viene trovato da alcune guardie di Blackgate, ma si risveglia dal KO della sua precedente lotta con Batman e ne prende una in ostaggio, chiedendo che gli venga consegnato Joker e nessun altro. Una delle guardie gli spara, ma lo manca e colpisce una conduttura, che salta in aria.
Finale di Joker: due guardie di Blackgate trovano Joker apparentemente esanime, che però si riprende e le uccide con dei pezzi di metallo affilati. Indossata l'uniforme di una di loro riesce a scappare eludendo la sorveglianza.

### L'osservatore segreto
Nel gioco si vede Amanda Waller che controlla gli eventi dell'evasione insieme a Rick Flag. Dopo i titoli di coda, si scopre che è stata proprio la Waller che ha assunto Catwoman per andare a prendere Bane (perché potessero presumibilmente usarlo per operazioni militari segrete). Per ordine della Waller, Catwoman è stata rilasciata, ma non ha portato a termine l'incarico assegnatole, e la squadra di Flag ha dovuto restituire Bane per non destare sospetti. La donna ha inoltre prelevato Bronze Tiger e Deadshot, visti da lei come soldati, mentre Flag li vede come degenerati. Mentre il suo elicottero vola via da Blackgate, nella parte inferiore si vede un localizzatore di Batman.

## Modalità di gioco
Lo studio Armature ha analizzato i giochi precedenti della serie Batman: Arkham per meglio comprendere cosa sarebbe potuto essere più adatto per il gioco. Si optò per creare il gioco in 2.5D, alternando i vari spazi in cui far muovere Batman, riportando anche i gadget più usati dal supereroe, come il Bat-rampino, il Batarang, il Bat-Artiglio e il Gel Esplosivo (qui attivabile anche a distanza). 
Diversamente dagli altri capitoli, in questo gioco non è presente il sistema dei punti esperienza. Il sistema di combattimento, al contrario, si è mantenuto abbastanza simile a quello adoperato in altri capitoli. I giocatori, usando la modalità Detective, possono individuare immediatamente i nemici e rendersi conto in che direzione essi stanno guardando grazie ai fasci di luce posti all'altezza degli occhi. Come negli altri giochi, anche qui sono presenti punti di vantaggio, grate nel pavimento in cui nascondersi, K.O. silenziosi, calci in planata e muri distruttibili.
In Batman: Arkham Origins Blackgate il giocatore può risolvere più di 10 casi detective per scoprire la causa dell'esplosione e della rivolta nel carcere. A seconda di quale boss si affronta per ultimo, si avranno dei finali diversi.

## Personaggi
- Bruce Wayne/Batman
- Joker
- James Gordon
- Bane
- Pinguino
- Deadshot
- Maschera Nera
- Catwoman
- Solomon Grundy
- Bronze Tiger
- Amanda Waller
- Martin Joseph
- Rick Flag Jr.

## Cast
Il gioco dispone di una varietà di personaggi già comparsi in altri capitoli della saga Batman: Arkham e nei fumetti. Il personaggio principale è Batman (Roger Craig Smith), un supereroe addestrato al massimo della perfezione fisica umana ed esperto di arti marziali. In suo aiuto c'è il capitano della polizia di Gotham James Gordon (Michael Gough), che lo aggiorna sugli eventi che accadono a Blackgate. Gli antagonisti principali del videogioco sono Joker (Troy Baker), il commerciante d'armi Pinguino (Nolan North), e il sadico boss del crimine Maschera Nera (Brian Bloom). Batman si scontra anche con la seducente Catwoman (Grey DeLisle), l'esperto-tiratore Deadshot, il lottatore Bronze Tiger, e il mostruoso zombie Solomon Grundy. Compaiono anche il guardiano Martin Joseph (Khary Payton), Bane, Amanda Waller (CCH Pounder) e il capitano Rick Flag Jr.

## Tute
Nel gioco è possibile sbloccare diverse tute, ognuna con caratteristiche diverse.
- Tuta Batman: Arkham Origins: costume di base, con forza di attacco e difesa minime.
- Tuta Red Son: costume di Batmankoff, che migliora il recupero salute del 50%.
- Tuta One Million: costume del Batman del futuro, dell'853º secolo. Questa tuta permette di ricevere il 25% di danno in meno.
- Tuta Terra-Due: costume di Batman in Terra 2. Incrementa i danni inflitti del 25% e migliora il recupero salute del 50%.
- Tuta Anno Zero: costume di Batman originale dei Nuovi 52.
- Tuta Notte Oscura: costume di Batman in versione zombie, come appare in La notte più profonda, quando il Cavaliere Oscuro ritorna dall'oltretomba. Permette di non subire danni.
- Tuta Nuovi 52: nuovo costume di Batman in New 52. Infligge il 25% di danno in più.
- Tuta Il Ritorno del Cavaliere Oscuro: costume del Batman cinquantenne, come appare in Il ritorno del Cavaliere Oscuro. Aumenta del 50% il danno inflitto e rende invulnerabile ai danni.
- Tuta Batman Anni 60: costume classico di Batman, come appariva nella serie televisiva di allora. Riduce il danno subito del 25%, aumenta al 50% il recupero salute e il danno inflitto.
- Tuta Beware the Batman: costume di Batman della serie in computer grafica Beware the Batman. Riduce i danni da proiettile del 50%.